# فرانچسکو کاوالی

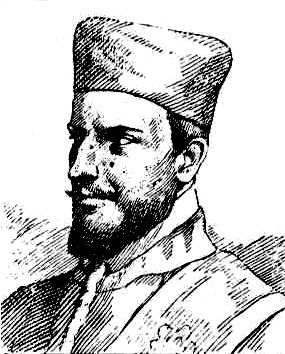
فرانچسکو کاوالی.

فرانچسکو کاوالی (به ایتالیایی: Francesco Cavalli) آهنگساز موسیقی باروک اهل ایتالیا بود. وی در تاریخ ۱۴ فوریهٔ ۱۶۰۲ میلادی در شهر لمباردی واقع در شمال ایتالیا متولد شد و در ۱۴ ژانویهٔ ۱۶۷۶ میلادی در ونیز درگذشت.